# Botanophila retusa
Botanophila retusa är en tvåvingeart som först beskrevs av Ringdahl 1952.  Botanophila retusa ingår i släktet Botanophila och familjen blomsterflugor. Arten är reproducerande i Sverige. Inga underarter finns listade i Catalogue of Life.